# Obergräfenthal
Obergräfenthal ist ein Gemeindeteil in der Gemeinde Bindlach im Landkreis Bayreuth (Oberfranken, Bayern). Obergräfenthal liegt in der Gemarkung Euben.

## Geografie
Durch das Dorf fließt der Schaitzer Bach, ein linker Zufluss der Trebgast. Eine Gemeindeverbindungsstraße führt zur Kreisstraße BT 14 bei Theta (2,4 km südlich) bzw. nach Untergräfenthal (0,8 km nördlich).

## Geschichte
Gegen Ende des 18. Jahrhunderts bestand Obergräfenthal aus 5 Anwesen (1 Hof, 3 Halbhöfe, 1 Tropfsölde). Die Hochgerichtsbarkeit stand dem bayreuthischen Stadtvogteiamt Bayreuth zu. Die Dorf- und Gemeindeherrschaft sowie die Grundherrschaft über sämtliche Anwesen hatte das Hofkastenamt Bayreuth.
Von 1797 bis 1810 unterstand der Ort dem Justiz- und Kammeramt Bayreuth. Mit dem Gemeindeedikt wurde Obergräfenthal dem 1812 gebildeten Steuerdistrikt Ramsenthal zugewiesen. Zugleich entstand die Ruralgemeinde Obergräfenthal. Sie war in Verwaltung und Gerichtsbarkeit dem Landgericht Bayreuth zugeordnet und in der Finanzverwaltung dem Rentamt Bayreuth. Mit dem Gemeindeedikt von 1818 erfolgte die Eingemeindung nach Euben. Am 1. Januar 1978 wurde Obergräfenthal im Zuge der Gebietsreform in Bayern nach Bindlach eingegliedert.

### Baudenkmäler
- Haus Nr. 4: Wohnstallhaus[8]

### Einwohnerentwicklung
| Jahr      | 001819 | 001822 | 001861 | 001871 | 001885 | 001900 | 001925 | 001950 | 001961 | 001970 | 001987 |
| Einwohner | 36     | 31     | 59     | 61     | 60     | 61     | 48     | 70     | 51     | 54     | 45     |
| Häuser    |        | 5      |        |        | 10     | 8      | 7      | 10     | 10     |        | 12     |
| Quelle    | [ 10 ] | [ 6 ]  | [ 11 ] | [ 12 ] | [ 13 ] | [ 14 ] | [ 15 ] | [ 16 ] | [ 17 ] | [ 18 ] | [ 1 ]  |

## Religion
Obergräfenthal ist seit der Reformation evangelisch-lutherisch geprägt und nach St. Bartholomäus (Bindlach) gepfarrt. Ein Teil der Bewohner gehörten zur Pfarrei Neudrossenfeld.